# Großneuhausen
Großneuhausen település Németországban, azon belül Türingiában. Lakosainak száma 630 fő (2023. december 31.). Großneuhausen Kölleda, Sömmerda és Kleinneuhausen községekkel határos.

## Népesség
A település népességének változása:
| Lakosok száma | 673  | 676  | 661  | 651  | 632  | 629  | 628  | 630  |
|               | 2014 | 2015 | 2016 | 2017 | 2019 | 2021 | 2022 | 2023 |